# San Pedro de Latarce
San Pedro de Latarce – gmina w Hiszpanii, w prowincji Valladolid, w Kastylii i León, o powierzchni 44,35 km². W 2011 roku gmina liczyła 555 mieszkańców.